# Océane Cassignol
Océane Cassignol (Béziers, 26 maggio 2000) è una nuotatrice francese, vincitrice di una medaglia d'oro ai campionati mondiali di nuoto 2017 nella 5 km a squadre.

## Palmarès
- Mondiali

Budapest 2017: oro nella staffetta mista.
- Europei

Budapest 2020: bronzo nella 5 km.
Belgrado 2024: bronzo nella staffetta mista.
- Vincitrice della Coppa del Mondo di nuoto di fondo nel 2021.